# Jänner rallye 2004
Jänner rallye 2004 (Oficiálně XXII. International Jänner rally) byla úvodní soutěž dvou šampionátů. Rakouské mistrovství a Mezinárodní mistrovství České republiky v rallye 2004. Soutěž se jela ve dnech 8. až 10. ledna. Zvítězil Raimund Baumschlager a Klaus Wicha na voze Mitsubishi Carisma EVO V. Soutěž se konala poblíž městečka Freistadt v Rakousku. Soutěž se jela celá na sněhu. Po letech se jednalo o první zimní soutěž v českém mistrovství.

## První etapa
Hned od počátku se do problému dostaly české posádky. Václav Pech mladší na voze Ford Focus RS WRC měl smyk a ztratil čtyřicet sekund. Stejné problémy spojené s drobnou havárií měl Emil Triner na voze Seat Cordoba WRC. Vítězem se stal nakonec Tomáš Enge, který jel také s Focusem. Ten hned v následujícím testu měl problém s převodovkou a ztratil šanci na vítězství. Do vedení se tak dostal Baumschlager. Druhý byl po třech testech Pech a třetí Polák Leszek Kuzaj s vozem Toyota Corolla WRC. S novým vozem Škoda Fabia WRC startoval Jan Kopecký. Hodně ztratil po nehodách Josef Béreš na voze Hyundai Accent WRC. Problémy se spojkou zpomalili Pavla Valouška s Corollou. Při druhém průjezdu zkoušek havaroval Pech a skončil na střeše. Po pomoci od diváků vyrazil zpět na trať. Technické problémy měl Kopecký a Triner. Enge naopak vyhrál další dvě zkoušky. Po setmění se jely ještě čtyři rychlostní zkoušky. Navíc začalo sněžit a byla mlha. Kuzaj a Béreš havarovali a tak se na druhé místo dostal Kopecký a na třetí Pech. Čtvrtý byl Enge a pátý Triner.

## Druhá etapa
Baumschlager udržoval vedoucí pozici. Kopecký vyhrál první tři testy a stahoval svou ztrátu. Mírně se propadl Enge, na kterého se dotahoval Béreš. První odpolední test se odehrál na roztáté silnici a vyhrál ho Milan Chvojka na voze Ford Escort RS Cosworth. V dalších testech chyboval Béreš a svůj boj o čtvrtou pozici s Engem prohrál. V posledním testu havaroval i Pech, ale přes to uhájil třetí pozici.

## Produkční vozy
Česká účast v této kategorii byla velice slabá. Favorizovaný Hermann Gassner havaroval. O vedení pak bojovali Karim Pichler (Mitsubishi Lancer EVO VII) a Kris Rosenberger (Subaru Impreza WRX STI). Ten nakonec zvítězil. Nejúspěšnější Čech byl Vojtěch Štajf (Mitsubishi Lancer EVO VI), který skončil šestý.

## Skupina N
Celou soutěž vedl Zdeněk Vrbecký na voze Honda Integra Type-R. Druhý dojel Jiří Trojan na voze Volkswagen Polo GTI. Ten jel ve třídě N/1600, ale porazil i ostatní dvoulitrové vozy. Třetí byl Marcus Leeb a čtvrtý Antonín Tlusťák (Honda Civic Type-R).

## Skupina A
V úvodních testech vítězil Dušan Kouřil na voze Škoda Felicia Kit Car. Později se ale před něj dostal Michael Honda na voze Citroën Saxo Kit Car. Druhý byl Mühlberger (Peugeot 106 Kit Car) a třetí Pavel Urban s Felicií. Kategorii A1400 vyhrál Vlastimil Hodaň s Felicií před Markem Kuldou na voze Škoda Favorit.

## Výsledky
1. Raimund Baumschlager, Wicha – Mitsubishi Carisma EVO V
2. Jan Kopecký, Filip Schovánek – Škoda Fabia WRC
3. Václav Pech mladší, Petr Uhel – Ford Focus WRC
4. Tomáš Enge, Petr Gross – Ford Focus WRC
5. Josef Béreš, Palivec – Hyundai Accent WRC
6. Rosenberger, Schwarz – Subaru Impreza STi
7. Pichler, Seifrie – Mitsubishi Lancer EVO VII
8. Haneder, Jabornigová – Mitsubishi Lancer EVO VII
9. Hermann Gassner, Thannhäuser – Mitsubishi Carisma EVO VII
10. Emil Triner, Miloš Hůlka – Seat Cordoba WRC